# Winterval

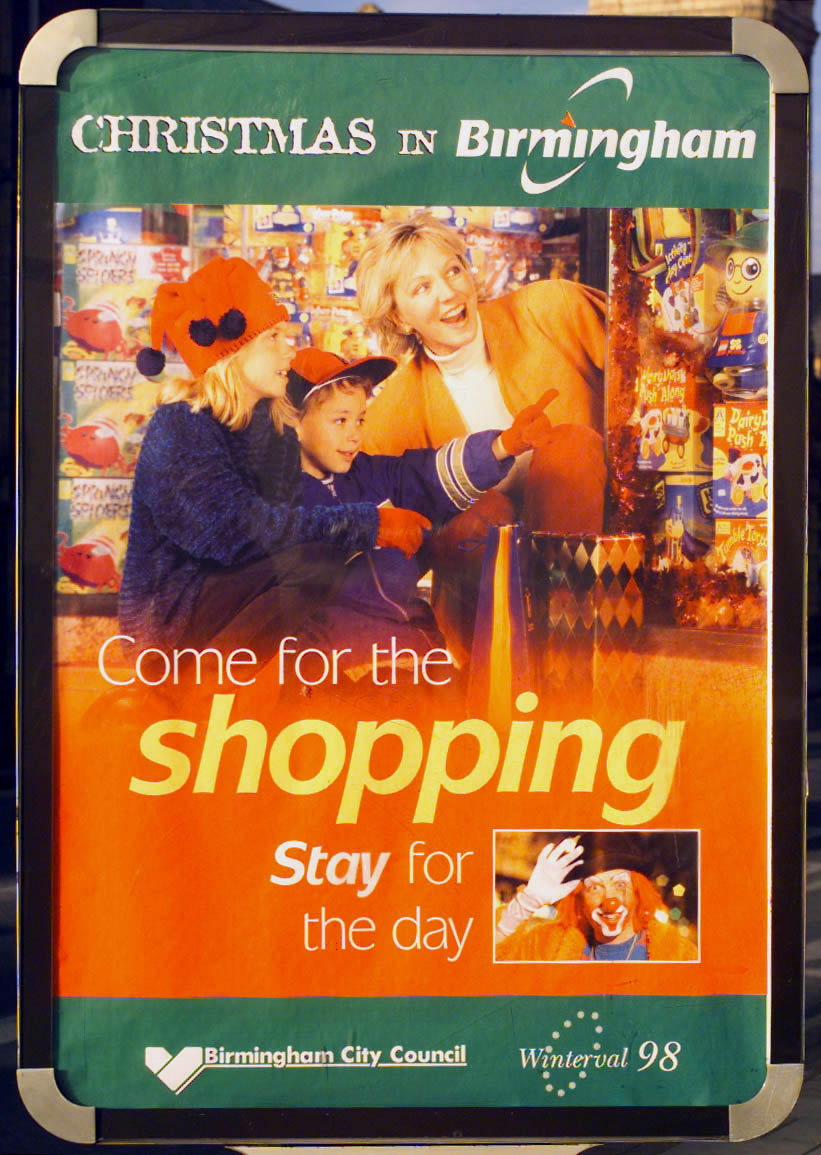
Póster de 1998 'Navidad en Birmingham', con el logotipo de Winterval en letra más pequeña que la palabra 'Navidad'

Winterval fue un programa de eventos públicos que tuvo lugar en Birmingham, Inglaterra, organizado por el Ayuntamiento de Birmingham durante dos inviernos consecutivos. La primera temporada se llevó a cabo desde el 20 de noviembre hasta el 31 de diciembre de 1997, seguida de otra desde mediados de octubre de 1998 hasta mediados de enero de 1999. El objetivo de este programa era motivar a la gente a visitar el centro de la ciudad recién renovado, mediante la organización de eventos tanto seculares como religiosos que celebraran diversas ocasiones, incluyendo la Navidad, durante este período. Desde entonces, en el Reino Unido, el término "Winterval" ha sido malinterpretado y utilizado como una forma de acusar a los intentos de "cambiar el nombre" de la Navidad para no excluir a aquellos que no la celebran.

## 1997
Mike Chubb, el Jefe de Eventos del Consejo, dio origen al término "Winterval", el cual fue creado mediante la combinación de las palabras "invierno" y "festival" para formar un acrónimo que pudiera ser utilizado como nombre. En octubre de 2008 explicó: 

Simplemente, como jefe de eventos en ese momento, necesitábamos un medio que pudiera cubrir la promoción de toda una temporada de eventos... como el Festival de las Luces , el encendido de las luces de Navidad, BBC Children in Need, Aston Hall by Candlelight, Año Nuevo chino, Nochevieja, etc. Además, una temporada que incluyera espectáculos de teatro, una pista de hielo al aire libre, el mercado navideño al aire libre de Frankfurt y la oferta minorista de la temporada navideña. La Navidad, ¡llamada Navidad!, y su celebración fueron el corazón de Winterval.
"La corrección política nunca fue la razón detrás de Winterval, pero sí se pretendía que fuera inclusivo, lo cual no es algo malo en mi opinión, y una marca a la cual se podrían desarrollar otras iniciativas como parte de la oferta de Winterval, con el fin de vender la ciudad en un momento en que todas las ciudades compiten entre sí por el comercio de temporada."

El programa de actividades programadas en 1997 abarcó diversas opciones de entretenimiento que incluyeron espectáculos de teatro y exposiciones de arte, la celebración del Diwali, visitas nocturnas a la iluminada Aston Hall, una pista de patinaje al aire libre, un mercado navideño al estilo alemán, las calles adornadas con luces navideñas y una fiesta de fin de año. El folleto publicitario destacó la temporada navideña al usar la palabra "Navidad" en tres ocasiones en la portada y presentando una imagen del árbol de Navidad oficial de la ciudad. La palabra "Navidad" apareció en cada una de las seis páginas del folleto, tanto en texto como en imágenes.

## 1998
El Winterval prolongado al siguiente año abarcaba festividades como Halloween, la Noche de Guy Fawkes, el Día de la Independencia, Ramadán y Eid, Jánuca, el Adviento, la Navidad y el Boxing Day, la Nochevieja, así como el Año Nuevo Chino.
Se mostraron afiches promocionando festividades de fin de año, con la palabra "Navidad" destacada y el logo "Winterval 98" colocado en una nota al pie.
Los líderes eclesiásticos de Birmingham criticaron el término "Winterval" en 1998. El entonces obispo de Birmingham, Mark Santer, dijo en un mensaje a sus feligreses que se rio cuando escuchó el término, ya que consideraba que se trataba de "una forma de evitar hablar de Navidad" y de "un intento por no ofender a nadie". Santer se preguntó si el cristianismo estaba siendo censurado. El archidiácono de Aston también criticó el concepto, calificándolo como "un ejemplo innecesario de corrección política que intenta evitar ofender a personas que no se sienten ofendidas". En respuesta, el consejo explicó que "la Navidad es el corazón de Winterval" y que los eventos con temática navideña eran prominentes en Winterval, con palabras y símbolos relacionados con la Navidad en su material publicitario. Aunque la temporada de Winterval era más larga que la temporada navideña, la Navidad era el enfoque principal de Winterval.

...Había una pancarta que decía "Feliz Navidad" en la fachada del ayuntamiento, luces de Navidad, árboles de Navidad en las plazas civiles principales, sesiones regulares de canto de villancicos por coros escolares, y el alcalde envió una tarjeta de Navidad con una escena navideña tradicional deseando a todos una Feliz Navidad.

El comité comunitario de Solihull extendió una invitación a aquellos residentes de Birmingham que anhelaban una celebración navideña convencional para que acudieran allí.

## Legado
Después de la temporada de 1998-1999, el Ayuntamiento de Birmingham dejó de utilizar el término "Winterval". Sin embargo, el término persiste como una abreviatura para cualquier sustituto secular de la Navidad, y es utilizado tanto por los que están a favor como por los que están en contra de la Navidad tradicional. También se ha convertido en un relato con moraleja o en una leyenda urbana para aquellos que consideran que las acusaciones de una supuesta "guerra contra la Navidad" son exageradas.
El Daily Mail publicó una disculpa el 8 de noviembre de 2011 por haber utilizado el término 'Winterval' en un artículo de opinión escrito por Melanie Phillips y publicado el 26 de septiembre de 2011.

Una versión anterior de este artículo afirmaba que la Navidad había sido renombrada en varios lugares como "Winterval". "Winterval" era el nombre colectivo de una temporada de eventos públicos, tanto religiosos como seculares, que tuvo lugar en Birmingham en 1997 y 1998. Nos complace aclarar que "Winterval" no renombró ni reemplazó la Navidad.

En su testimonio ante la Investigación Leveson sobre la cultura, prácticas y ética de la prensa británica, el abogado y corresponsal legal David Allen Green y el activista Inayat Bunglawala citaron a Winterval como un ejemplo ilustrativo. Green redactó que...

Dentro de la "blogósfera" hay varios bloggers altamente respetados que se especializan en exponer periodismo de baja calidad o engañoso... Lo que sucede es que una noticia o columna seleccionada es sometida a escrutinio ("verificación de hechos") y se cuestiona la aparente base de la historia o columna. Un excelente ejemplo de esto es la destrucción por parte de los bloggers del pilar del periodismo sensacionalista de los tabloides, "Winterval"...

Desde 2012, la ciudad de Waterford en la República de Irlanda ha organizado un evento anual de mediados de invierno llamado 'Winterval', que ha continuado hasta la fecha..